# Daniel Felipe Martínez
Daniel Felipe Martínez (* 25. dubna 1996) je kolumbijský profesionální silniční cyklista jezdící za UCI WorldTeam Ineos Grenadiers.

## Kariéra

### Colombia (2015)
Martínez nedokončil svůj první závod v rámci UCI World Tour, a to Voltu a Catalunya. Na závodu Kolem Turecka dojel na 84. místě celkově.

### Southeast–Venezuela (2016–2017)
V roce 2016 se Martínez poprvé zúčastnil své Grand Tour, Gira d'Italia. Také získal 57. místo na monumentu Il Lombardia. O rok později se znovu zúčastnil Gira d'Italia, ale musel odstoupit ze závodu. Na konci sezóny se zúčastnil etapového závodu Kolem Turecka, kde dokončil na celkovém 4. místě.

### EF Education First–Drapac (2018–2020)
Martínez začal svou sezónu 2018 na národním šampionátu, kde získal 2. místo v časovce za Eganem Bernalem. V Kolumbii ještě získal 5. místo celkově v novém etapovém závodu Colombia Oro y Paz. První evropský výsledek v top desítce toho roku zaznamenal na Voltě a Catalunya, kde se dokázal dostat na celkové 7. místo. Poprvé v kariéře se zúčastnil belgických klasik, ale bez jakéhokoliv významnějšího úspěchu, kdy dokončil 61. na monumentu Lutych–Bastogne–Lutych. Následně jel další etapový závod, Tour de Romandie, kde si připsal 12. místo v celkovém pořadí. V červenci 2018 se zúčastnil Tour de France. V srpnu 2019 se zúčastnil Vuelty a España 2019. V srpnu 2020 Martínez vyhrál zkrácené a odložené Critérium du Dauphiné po odstoupení předchozího lídra Primože Rogliče před poslední etapou kvůli zranění. Na Tour de France 2020 Martínez vyhrál 13. etapu s cílem na vrcholu Puy Mary, na němž přesprintoval svého kolegu z úniku Lennarda Kämnu.

### Ineos Grenadiers (2021–)
V září 2020 bylo oznámeno, že Martínez podepsal jednoletý kontrakt s týmem Ineos Grenadiers pro sezónu 2021. S týmem se zúčastnil Gira d'Italia 2021, kde jel jako superdomestik Egana Bernala, kterému pomohl k celkovému vítězství, zatímco sám dojel na celkovém 5. místě.

## Hlavní výsledky
2013
Panamerické mistrovství v silniční cyklistice
 vítěz juniorské časovky
 2. místo juniorský silniční závod
2014
Národní šampionát
 vítěz juniorské časovky
2015
Route du Sud
 vítěz vrchařské soutěže
Kolem Utahu
8. místo celkově
 vítěz soutěže mladých jezdců
2017
Kolem Turecka
4. místo celkově
 vítěz soutěže mladých jezdců
7. místo Milán–Turín
9. místo Tre Valli Varesine
2018
Národní šampionát
2. místo časovka
Tour of California
3. místo celkově
Colombia Oro y Paz
5. místo celkově
Colorado Classic
6. místo celkově
 vítěz soutěže mladých jezdců
Volta a Catalunya
7. místo celkově
2019
Panamerické hry
 vítěz časovky
Národní šampionát
 vítěz časovky
Paříž–Nice
vítěz 7. etapy
Tour of Guangxi
2. místo celkově
Tour Colombia
3. místo celkově
vítěz 1. etapy (TTT)
2020
Národní šampionát
 vítěz časovky
3. místo silniční závod
Critérium du Dauphiné
 celkový vítěz
 vítěz soutěže mladých jezdců
Tour de France
vítěz 13. etapy
Tour Colombia
2. místo celkově
vítěz etap 1 (TTT) a 6
2021
Giro d'Italia
5. místo celkově
2022
Národní šampionát
 vítěz časovky
Kolem Baskicka
 celkový vítěz
vítěz 4. etapy
Paříž–Nice
3. místo celkově
Volta ao Algarve
3. místo celkově
4. místo Lutych–Bastogne–Lutych
5. místo Valonský šíp
2023
Volta ao Algarve
 celkový vítěz
2024
Národní šampionát
 vítěz časovky
Giro d'Italia
2. místo celkově
Volta ao Algarve
2. místo celkově

### Výsledky na etapových závodech
| Výsledky na Grand Tours        |      |      |      |      |      |      |      |      |      |      |
| Grand Tour                     | 2015 | 2016 | 2017 | 2018 | 2019 | 2020 | 2021 | 2022 | 2023 | 2024 |
| Giro d'Italia                  | —    | 89   | DNF  | —    | —    | —    | 5    | —    | —    | 2    |
| Tour de France                 | —    | —    | —    | 36   | —    | 28   | —    | 30   | DNF  |      |
| Vuelta a España                | —    | —    | —    | —    | 41   | DNF  | —    | —    | —    |      |
| Výsledky na etapových závodech |      |      |      |      |      |      |      |      |      |      |
| Závod                          | 2015 | 2016 | 2017 | 2018 | 2019 | 2020 | 2021 | 2022 | 2023 | 2024 |
| Paříž–Nice                     | —    | —    | —    | —    | 18   | —    | —    | 3    | 25   | —    |
| Tirreno–Adriatico              | —    | —    | —    | —    | —    | —    | —    | —    | —    | DNF  |
| Volta a Catalunya              | DNF  | —    | —    | 7    | —    | NS   | —    | —    | —    | —    |
| Kolem Baskicka                 | —    | —    | —    | —    | 20   | NS   | —    | 1    | 34   | —    |
| Tour de Romandie               | —    | —    | —    | 12   | 25   | NS   | —    | —    | —    | —    |
| Critérium du Dauphiné          | —    | —    | —    | —    | —    | 1    | —    | —    | 23   |      |
| Tour de Suisse                 | —    | —    | —    | —    | —    | NS   | —    | 8    | —    |      |

| DNF | Nedokončil  |
| NS  | Nekonalo se |